# Xu Liangying
Xu Liangying (* 3. Mai 1920 in der Provinz Zhejiang; † 28. Januar 2013 in Peking) war ein chinesischer Physiker, Dissident, Übersetzer von Albert Einstein und Wissenschaftshistoriker.
Xu studierte ab 1939 an der Universität Zheijang. Er war ein Student von Wang Ganchang. Durch die japanische Besatzung wurde das Studium unterbrochen. Xu schloss sich der kommunistischen Bewegung an. Nachdem die Kommunisten an die Macht gekommen waren, wirkte er 1949 an der Chinesischen Akademie der Wissenschaften. Er war Herausgeber des populärwissenschaftlichen Chinese Science Bulletin, wurde aber 1957 als bürgerlicher rechter Abweichler im Rahmen der Unterdrückung der Hundert-Blumen-Bewegung aus der Kommunistischen Partei ausgeschlossen und zur Arbeit als Bauer in seinem Heimatdorf verurteilt. Dort begann er 1962 die Werke von Albert Einstein ins Chinesische zu übersetzen, was er auch in der Kulturrevolution 1966 bis 1976 fortsetzte. Die Anhänger der Kulturrevolution lehnten auch Einstein als bürgerlichen Akademiker und Konterrevolutionär ab. Xu übersetzte nicht nur die wissenschaftlichen Werke, sondern auch politische und sonstige Schriften von Einstein. Nach der Kulturrevolution kehrte er nach Peking zurück und veröffentlichte eine dreibändige Ausgabe von Einsteins Werken. In den 1980er Jahren initiierte er Petitionen an die chinesische Regierung zur Einhaltung von Menschenrechten. 1989 war er nach dem Tian’anmen-Massaker unter genauer Beobachtung der chinesischen Regierung und wurde nur wegen eines Herzanfalls nicht inhaftiert. Er lebte aber von da an unter Polizeiüberwachung. 1994 und 1995 initiierte er weitere Petitionen für Menschenrechte.
Er forschte am Institut für Geschichte der Naturwissenschaften der Chinesischen Akademie der Wissenschaften.
2008 erhielt er den Andrei Sakharov Prize und 1995 den Heinz R. Pagels Human Rights of Scientists Award.